# 15 (Buckcherry)
| Recensione      | Giudizio |
| --------------- | -------- |
| AllMusic        | [ 1 ]    |
| Ultimate Guitar | [ 4 ]    |
| IGN             | 8.6/10   |
| Rolling Stone   | [ 6 ]    |

15 è il terzo album in studio del gruppo sleaze rock statunitense Buckcherry. È il primo album del gruppo pubblicato dopo la reunion, avvenuta nel 2005. La versione giapponese dell'album, pubblicata il 17 ottobre 2005 contiene due tracce bonus: Back in the Day e Pump It Up.
Dall'album sono stati estratti cinque singoli: Crazy Bitch, Next 2 You, Everything, Broken Glass e Sorry.

## Tracce
1. So Far – 3:19 (Josh Todd, Keith Nelson)
2. Next 2 You – 3:28 (Todd, Nelson, Jimmy Ashurst, Marti Frederiksen)
3. Out of Line – 4:22 (Todd, Nelson, Ashurst, Stevie Dacanay)
4. Everything – 4:23 (Todd, Nelson, Ashurst)
5. Carousel – 4:31 (Todd, Ashurst)
6. Sorry – 3:46 (Todd, Nelson, Frederiksen)
7. Crazy Bitch – 3:22 (Todd, Nelson)
8. Onset – 3:35 (Todd, Nelson, Dacanay)
9. Sunshine – 4:12 (Todd, Nelson, Ashurst)
10. Brooklyn – 3:59 (Todd, Nelson, Ashurst, Dacanay)
11. Broken Glass – 3:31 (Todd, Nelson, Dacanay)

Japanese bonus tracks
1. Back in the Day – 2:55
2. Pump it Up – 3:03

iTunes bonus tracks
1. Sorry (acoustic version) – 3:43
2. Brooklyn (electric version) – 3:52

Edited version
1. Onset – 3:35
2. Next 2 You – 3:28
3. Out of Line – 4:22
4. Everything – 4:23
5. Carousel – 4:31
6. Sorry – 3:46
7. Crazy Bitch – 3:22
8. Sunshine – 4:12
9. Back in the Day (rimpiazza "So Far") – 2:55
10. Brooklyn – 3:59
11. Broken Glass – 3:31

## Formazione
- Josh Todd – voce
- Keith Nelson – chitarra solista
- Jimmy Ashhurst – basso
- Stevie Dacanay – chitarra ritmica
- Xavier Muriel – batteria

## Classifiche
| Classifica         | Posizione massima |
| ------------------ | ----------------- |
| Billboard 200      | 39                |
| Alternative Albums | 8                 |
| Hard Rock Albums   | 2                 |
| Independent Albums | 2                 |
| Top Rock Albums    | 8                 |